# Galina Gorochowa
Galina Jewgienjewna Gorochowa (ros. Галина Евгеньевна Горохова, ur. 31 sierpnia 1938 w Moskwie) – rosyjska florecistka reprezentująca ZSRR, wielokrotna medalistka igrzysk olimpijskich i mistrzostw świata.
Na igrzyskach olimpijskich w Rzymie w 1960 roku wspólnie z Walentiną Rastworową, Tatjaną Pietrienko, Ludmiłą Sziszową, Walentiną Prudskową i Aleksandrą Zabieliną wywalczyła złoto w turnieju drużynowym. Indywidualnie była czwarta, w rundzie finałowej wygrywając cztery z siedmiu walk; rywalizację o medal przegrała z Rumunką Marią Vicol.  Na rozgrywanych cztery lata później igrzyskach olimpijskich w Tokio razem z Rastworową, Pietrienko, Sziszową i Prudskową zdobyła drużynowo srebrny medal. Indywidualnie ponownie była czwarta, tym razem w rundzie finałowej przegrała wszystkie trzy walki. Kolejny medal zdobyła na igrzyskach olimpijskich w Meksyku w 1968 roku, gdzie reprezentacja ZSRR w składzie: Jelena Biełowa, Galina Gorochowa, Aleksandra Zabielina, Swietłana Czirkowa i Tatjana Samusienko (Pietrienko) zdobyła drużynowo złoty medal. Indywidualnie była szósta. Brała też udział w igrzyskach olimpijskich w Monachium w 1972, gdzie w turnieju indywidualnym była trzecia, ulegając tylko Włoszce Antonelli Ragno-Lonzi i Węgierce Ildikó Bóbis. Parę dni później razem z Biełową, Zabieliną, Czirkową i Samusienko zdobyła kolejny złoty medal w zawodach drużynowych. 
Podczas mistrzostw świata w Filadelfii w 1958 roku Gorochowa, Rastworowa, Prudskowa, Zabielina i Emma Jefimowa zwyciężyły w zawodach drużynowych. W tej samej konkurencji zdobywała także złote medale na mistrzostwach świata w Turynie (1961), mistrzostwach świata w Gdańsku (1963), mistrzostwach świata w Paryżu (1965), mistrzostwach świata w Moskwie (1966), mistrzostwach świata w Ankarze (1970) i mistrzostwach świata w Wiedniu (1971) oraz srebrne na mistrzostwach świata w Budapeszcie (1959), mistrzostwach świata w Buenos Aires (1962), mistrzostwach świata w Montrealu (1967) i mistrzostwach świata w Hawanie (1969). Ponadto pięciokrotnie zdobywała medale indywidualnie: złote na MŚ 1965 i MŚ 1970, srebrne na MŚ 1959 (za Emmą Jefimową) i MŚ 1962 (za Olgą Szabó-Orbán) i brązowy na MŚ 1966 (za Tatjaną Pietrienko i Aleksandrą Zabieliną).
Po zakończeniu kariery została trenerem. 
Została odznaczona między innymi Medalem „Za pracowniczą wybitność” (1960), Orderem Czerwonego Sztandaru Pracy (1965), Medalem „Weteran pracy” (1989), Medalem „Pamięci 850-lecia Moskwy” (1997) oraz Orderem „Za zasługi dla Ojczyzny” IV stopnia (21 kwietnia 2005) i III stopnia (16 października 2019).

## Starty olimpijskie
Rzym 1960
- floret drużynowo –  złoto

Tokio 1964
- floret drużynowo –  srebro

Meksyk 1968
- floret drużynowo –  złoto

Monachium 1972
- floret drużynowo –  złoto
- floret indywidualnie -  brąz